# Československá hokejová reprezentace v sezóně 1946/1947
Československá hokejová reprezentace v sezóně 1946/1947 sehrála celkem 14 zápasů.

## Přehled mezistátních zápasů
| Pořadí | Datum              | Soupeř    | Výsledek              | Soutěž                      | Místo utkání |
| ------ | ------------------ | --------- | --------------------- | --------------------------- | ------------ |
| 153.   | 13. listopadu 1946 | Švýcarsko | 12:3 (3:2, 4:0, 5:1)  | Turnaj tří národů 1946/1947 | Praha        |
| 154.   | 15. listopadu 1946 | Švýcarsko | 11:2 (1:1, 3:0, 7:1)  | Turnaj tří národů 1946/1947 | Praha        |
| 155.   | 1. prosince 1946   | Švédsko   | 2:0 (0:0, 2:0, 0:0)   | Turnaj tří národů 1946/1947 | Stockholm    |
| 156.   | 3. prosince 1946   | Švédsko   | 1:5 (0:0, 1:4, 0:1)   | Turnaj tří národů 1946/1947 | Stockholm    |
| 157.   | 17. ledna 1947     | Švýcarsko | 9:6 (1:3, 6:3, 2:0)   | Turnaj tří národů 1946/1947 | Curych       |
| 158.   | 19. ledna 1947     | Švýcarsko | 7:4 (3:2, 2:2, 2:0)   | Turnaj tří národů 1946/1947 | Basilej      |
| 159.   | 7. února 1947      | USA       | 13:1 (6:1, 2:0, 5:0)  | přátelsky                   | Praha        |
| 160.   | 15. února 1947     | Rumunsko  | 23:1 (4:0, 7:1, 12:0) | Mistrovství světa 1947      | Praha        |
| 161.   | 18. února 1947     | Rakousko  | 13:5 (2:3, 6:0, 5:2)  | Mistrovství světa 1947      | Praha        |
| 162.   | 19. února 1947     | Polsko    | 12:0 (3:0, 2:0, 7:0)  | Mistrovství světa 1947      | Praha        |
| 163.   | 20. února 1947     | Švýcarsko | 6:1 (2:1, 2:0, 2:0)   | Mistrovství světa 1947      | Praha        |
| 164.   | 21. února 1947     | Belgie    | 24:0 (9:0, 5:0, 10:0) | Mistrovství světa 1947      | Praha        |
| 165.   | 22. února 1947     | Švédsko   | 1:2 (0:1, 0:1, 1:0)   | Mistrovství světa 1947      | Praha        |
| 166.   | 23. února 1947     | USA       | 6:1 (2:0, 1:1, 3:0)   | Mistrovství světa 1947      | Praha        |

## Bilance sezóny 1946/47
| Soupeř    | Zápasy | Výhry | Remízy | Prohry | Skóre  |
| --------- | ------ | ----- | ------ | ------ | ------ |
| Belgie    | 1      | 1     | 0      | 0      | 24:0   |
| Polsko    | 1      | 1     | 0      | 0      | 12:0   |
| Rakousko  | 1      | 1     | 0      | 0      | 13:5   |
| Rumunsko  | 1      | 1     | 0      | 0      | 23:1   |
| Švédsko   | 3      | 1     | 0      | 2      | 4:7    |
| Švýcarsko | 5      | 5     | 0      | 0      | 45:16  |
| USA       | 2      | 2     | 0      | 0      | 19:2   |
| Celkem    | 14     | 12    | 0      | 2      | 140:31 |

## Další zápasy reprezentace
| Datum          | Soupeř                   | Výsledek            | Soutěž    | Místo utkání     |
| 29. října 1946 | Stadión České Budějovice | 8:2 (2:0, 1:2, 5:0) | přátelsky | České Budějovice |
| 10. ledna 1947 | Brighton Tigers          | 7:3 (2:0, 2:2, 3:1) | přátelsky | Praha            |

## Přátelské mezistátní zápasy
Československo –  USA 13:1 (6:1, 2:0, 5:0)
7. února 1947 – Praha

Branky a nahrávky Československa: 1. Vladimír Zábrodský, 2. Vladimír Zábrodský, 9. Jaroslav Drobný (Václav Roziňák), 17. Stanislav Konopásek, 19. Vladimír Zábrodský, 20. Václav Roziňák, 28. Milan Matouš, 36. Karel Stibor, 43. Václav Roziňák (Josef Trousílek), 48. Vladimír Bouzek, 51. Josef Kus (Vladimír Bouzek), 53. Václav Roziňák, 55. Karel Stibor.

Branky USA: 13. Bob Verrier.

Rozhodčí: Gustav Josek (TCH), Ladislav Tencza (TCH)

Vyloučení: 2:1 (využití 0:0)
ČSR: Bohumil Modrý – František Pácalt, Miroslav Sláma, Josef Trousílek, Vilibald Šťovík, Miloslav Pokorný - Ladislav Troják, Vladimír Zábrodský, Stanislav Konopásek – Václav Roziňák, Jaroslav Drobný, Karel Stibor – Josef Kus, Vladimír Bouzek, Milan Matouš.
USA: John Meoli – Robert Bingham, Gus Galipeau, Norm Walker – Bob Verrier, Hector Rousseau, Perley Grant – Tom Dugan, Robert Heavern, Chris Ray.

## Další zápasy reprezentace
Československo –  Stadión České Budějovice 8:2 (2:0, 1:2, 5:0)
29. října 1946 – České Budějovice

Branky Československa: 1:0 Vladimír Zábrodský, 2:0 Stanislav Konopásek, 3:2 Václav Prchal, Oldřich Kučera, Oldřich Kučera, Vladimír Zábrodský, Vladislav Müller.

Branky Českých Budějovic: 2:1 Čeněk Pícha, 2:2 Václav Kalista.

Rozhodčí: Zdeněk Rektořík (TCH), Zvánovec (TCH)
ČSR: Zdeněk Jarkovský – Vilibald Šťovík, Oldřich Zábrodský, Zdeněk Švarc - Václav Roziňák, Vladimír Zábrodský, Stanislav Konopásek – Vladimír Kobranov, Miroslav Sláma, Oldřich Kučera - Josef Kus, Václav Prchal, Vladislav Müller.
České Budějovice: Josef Vacek (41. Karel Kroupa) - Vítězslav Aibl, Roman Charypar, František Vacovský - Stanislav Pícha, František Mizera, Čeněk Pícha - Jan Homolka, Leopold Vávra, Jiří Macelis - Hynek Bonuš, Karel Bílek, Václav Kalista. 
 Československo –  Brighton Tigers 7:3 (2:0, 2:2, 3:1)
10. ledna 1947 – Praha

Branky Československa: 1:0 11. Čeněk Pícha, 2:0 17. Vladimír Kobranov, 3:1 29. Milan Matouš, 4:1 29. Oldřich Zábrodský, 5:2 42. Vladimír Bouzek, 6:2 44. Vladimír Kobranov, 7:2 49. František Mizera.

Branky Brighton Tigers: 2:1 25. Bobby Lee, 4:2 30. Lee Thorne, 7:3 56. Lee Thorne.

Rozhodčí: Jan Krásl (TCH), Robert Klein (GBR)
ČSR: Josef Jirka - Miroslav Sláma, Přemysl Hainý, Vilibald Šťovík, Oldřich Zábrodský - Václav Roziňák, František Mizera, Čeněk Pícha - Vladimír Kobranov, Vladimír Bouzek, Milan Matouš - Oldřich Němec.
Brighton Tigers: Nobby Richardson - Bill Booth, Gordie Poirier, Bill Davis - Lenie Baker, Bobby Lee, Lee Thorne - Lefty Willmot, Casey Stangle.